# Géza Tordy
Géza Tordy (n. 1 mai 1938, Budapesta, Regatul Ungariei – d. 30 martie 2024) a fost un actor și regizor maghiar, laureat al premiului Kossuth și dublu laureat al premiului Mari Jászai, distins cu titlurile de artist emerit, maestru al artei și actor al națiunii.

## Biografie
A fost admis ca student la Academia de Teatru și Film din Budapesta în 1956, dar nu a început studiile și nici nu a obținut o diplomă de absolvire.
Și-a început cariera de actor în 1956 la Kaposvár, unde în acea vreme era director János Zách și regizor Antal Németh. În 1957 a semnat un angajament pentru doi ani cu Teatrul din Szeged, unde a lucrat cu actori ca Endre Kátay, János Kovács, József Lakky și Edit Domján. În acei doi ani au mai lucrat acolo Ida Versenyi, István Komor și István Horvai. Din 1959 a devenit membru al Teatrului Armatei și al Teatrului de Comedie (Vígszínház). În perioada 1963-1967 a jucat la Teatrul Madách, iar în 1967 s-a întors la Teatrul de Comedie.
Începând din 1982 a predat timp de mai mulți ani la Academia de Teatru și Film din Budapesta. A lucrat ca regizor (1985-1988) și apoi ca regizor principal (1988-1990) la Teatrul Petőfi din Veszprém, apoi ca director artistic la Teatrul Național din Győr (1992-1995) și regizor principal la Teatrul Népszínház din Budapesta (1995-2012).
Maestrul său cel mai important a fost Zoltán Várkonyi, cu care a colaborat timp de mai mulți ani la Teatrul de Comedie și în filme. A interpretat eroi și personaje romantice, transmițând tensiune internă, încărcătură emoțională și uneori pasiune sălbatică.
În 1991 a fost distins cu Premiul Kossuth, apoi în iunie 2008 a primit titlul de actor al națiunii în locul ocupat anterior de recent decedatul Gellért Raksányi.
Dintr-o căsătorie și din alte două relații a avut trei copii și patru nepoți. Își petrece concediile la casa lui de vacanță de la Tihany.

## Activitatea teatrală
Numărul rolurilor interpretate potrivit evidențelor teatrale este de 141, iar al pieselor regizate este de 62.

### Actor
- Koronázási szertartásjáték - István, Teatrul Vörösmarty (arhiepiscopul Asztrik)[10]
- Ki lesz a bálanya, Pesti Színház[11]
- Szentivánéji álom
- Amerikai Elektra
- Az operaház fantomja
- Black Comedy – Játék a sötétben
- Caligula helytartója
- Lear király
- Marica grófnő
- Stuart Mária
- Őrült nők ketrece[12]
- Moartea unui comis voiajor
- A konyha[13]

### Regizor
A csütörtöki hölgyek

A miniszter félrelép

A vörös postakocsi

Amerikai Elektra

Az aranyember

Az élő holttest

Az ifjúság édes madara (ca dramaturg)

Az öreg hölgy látogatása

Boldogtalan hold

Egerek és emberek

A vágy villamosa

Furcsa pár

Liliom

Lola Blau

Mirandolina

Othello, a velencei mór

Pillantás a hídról

Spencer

Amadeus

A nagy Romulus

## Filmografie
- Külvárosi legenda (1957) – Pista Ambrus
- Álmatlan évek (1959)
- Akiket a pacsirta elkísér (1959) – Sándor Varga
- Fűre lépni szabad (1960) – Lali Kárász
- Kálvária (1960) – Jani Tóth
- Nem ér a nevem (1961) – Laci Szabó
- Megöltek egy lányt (1961) – rikkancs
- Lopott boldogság (1962) – Fuser
- Fiii omului cu inima de piatră (1964) – Jenő Baradlay
- A Tenkes kapitánya (1964) – vándordiák
- Húsz óra (1965) – Pali
- Sok hűség semmiért (1966) – reporter radio
- Bors (1968) – Gusztáv Parádi
- Tizennégy vértanú (1970) – Artúr Görgey
- Hazai történetek (1972)
- Szerelmespár (1972)
- Pirx kalandjai (1973)
- Hannibál utolsó útja (1973)
- Átmenő forgalom (1973)
- A bolondok grófja (1974) – Pető
- Próbafelvétel (1974)
- Hátország (1976) – Dezső
- Diamantele negre (1977) – Gustaf Roné
- Küszöbök (serial TV, 1977)
- Petőfi 1-6. (serial TV, 1977) – Mihály Vörösmarty
- Amerikai cigaretta (1977) – László Ebes
- 80 de husari (1978) – Szilveszter Bódog
- Dániel (serial TV, 1978) – Józsi
- Zokogó majom (1978)
- Élve vagy halva (1979) – căpitanul Szentgróthy
- A korona aranyból van (1979)
- Gyilkosság a 31. emeleten (1980)
- Faustus (1980)
- Viadukt (1982) – Balog
- A 78-as körzet (serial TV, 1982) – Roboz
- Klapka légió (1983) – György Klapka
- Sértés (1983)
- Elcserélt szerelem (1984) – Dezső
- A vörös grófnő (1985)
- Nyolc évszak (serial TV, 1987) – Géza
- Ítéletidő (1988)
- Gyilkosság két tételben (1988) – Rezső Kékesi
- Erdély aranykora (1989) – Mihai Apafi I, Erdély fejedelme
- Édes Anna (1990)
- Az álommenedzser (1992)
- Privát kopó (serial TV, 1993) – Ottó Lőrincz
- Szemben a Lánchíd oroszlánja (1995)
- Helyet az ifjúságnak (1995)
- A párduc és a gödölye (1995)
- Szigetvári vértanúk (1996) – Miklós Zrínyi
- A három testőr Afrikában (1996) – Őrmester
- Az öt zsaru (serial TV, 1998) – Doki
- Rendőrsztori (serial TV, 2000)
- Komédiások (serial TV, 2000) – dr. Károly Újváry
- A szivárvány harcosa (2001) – főszerkesztő
- Perlasca – Egy igaz ember története (2002)
- Ének a csodaszarvasról (2002) – szinkronhang
- Árgyélus királyfi (2003) – mesélő (szinkronhang)
- Világszám! (2004)
- Hangyaégetés (2006)
- S.O.S. Szerelem! (2007) – miniszter
- Presszó (serial TV, 2008)
- Tabló – Minden, ami egy nyomozás mögött van! (2008)

## Premii și distincții
- Premiul Mari Jászai (1970, 1977)
- Inelul memorial Gyula Hegedűs (1973)
- Premiul memorial Andor Ajtay Andor (1977, 1987)
- Artist emerit (1980)
- Premiul memorial Éva Ruttkai (1987)
- Maestru al artei (1988)
- Premiul Kossuth (1991)
- Ofițer al Ordinului de Merit al Republicii Ungare (1998)
- Premiul Bilicsi (2001)
- Premiul pentru artă Gundel (2002)
- Membru permanent al Halhatatlanok Társulata (2005)
- Actor al națiunii (2008)
- Crucea Mijlocie a Ordinului de Merit al Republicii Ungare (2008)
- Premiul Prima Primissima (2011)

## Dublaje de voce
Géza Tordy a fost un popular actor de dublaj, dublând de mai multe ori în limba maghiară vocea lui Marlon Brando în filme importante precum Nașul și Ultimul tango la Paris. De asemenea, i-a dublat de mai multe ori pe Jack Nicholson, Robert De Niro, Anthony Hopkins, Kevin Kline, James Caan, Burt Reynolds, Gene Hackman, Jon Voight și Robin Williams.

### Filme
| Film                      | An          | Personaj                       | Actor dublat          |
| ------------------------- | ----------- | ------------------------------ | --------------------- |
| Gemenii                   | 1988        | Julius Benedict                | Arnold Schwarzenegger |
| Bătălia din Ardeni        | 1965        | Dan Kiley                      | Henry Fonda           |
| Petrocelli                | 1974        | avocatul Tony Petrocelli       | Barry Newman          |
| Taurul furios             | 1980        | Jake La Motta                  | Robert De Niro        |
| Fac ce vreau cu viața mea | 1981        | Ken Harrison                   | Richard Dreyfuss      |
| Cursa de la miezul nopții | 1988        | Jack Walsh                     | Robert De Niro        |
| Ocupație de familie       | 1989        | Jesse                          | Sean Connery          |
| Cercul poeților dispăruți | 1989        | John Keating                   | Robin Williams        |
| Tortura                   | 1990        | Paul Sheldon                   | James Caan            |
| Răzbunarea                | 1995        | Freddy Gale                    | Jack Nicholson        |
| La asfințit               | 1996        | Garrett Breedlove              | Jack Nicholson        |
| Good Will Hunting         | 1997        | Sean Maguire                   | Robin Williams        |
| Unde dai și unde crapă    | 2000        | Abraham Denovitz („vărul Avi”) | Dennis Farina         |
| Ceva, ceva tot o ieși     | 2003        | Harry Sanborn                  | Jack Nicholson        |
| Ultimul radio show        | 2006        | Guy Noir                       | Kevin Kline           |
| Shutter Island            | 2010        | Dr. Jeremiah Naehring          | Max von Sydow         |
| Ritualul                  | 2011        | părintele Lucas                | Anthony Hopkins       |
| Thor                      | 2011        | Odin                           | Anthony Hopkins       |
| The Walking Dead          | 2011 - 2014 | Hershel Greene                 | Scott Wilson          |

## Cd-uri și cărți audio
- Ernest Hemingway: Az öreg halász és a tenger (Bătrânul și marea)